# III. Kerületi TUE
Maillots
Le III. Kerületi TUE est un club hongrois de football, basé dans le district d'Óbuda, dans le troisième arrondissement de Budapest.

## Histoire
Fondé le 24 janvier 1887 sous le nom de III. Kerületi TVE, c'est l'un des plus anciens clubs de football du pays. Présent en Nemzeti Bajnokság I dès la saison 1911-1912 (qu'il termine à la dernière place), il ne remporte jamais le championnat mais gagne une fois la Coupe de Hongrie, en 1931. L'équipe prend part à 25 reprises au championnat de première division et son meilleur classement est une 4e place, obtenue en 1925, 1930 et 1933. 
Entre 1938 et 1996, l'équipe va disputer les championnats de division inférieure jusqu'à sa victoire en championnat de D2 en 1996, qui lui permet de retrouver l'élite, près de soixante ans après sa dernière apparition. Le passage en NB I est de courte durée puisque le club est de nouveau relégué, à la suite d'une 15e place au classement et un barrage de promotion-relégation perdu face au Diósgyőri VTK. Kerületi remonte dans la foulée en première division, mais est une nouvelle fois relégué, terminant dernier du championnat 1998-1999.
En 2000, le III. Kerületi est absorbé par le club de Csepel SC à la suite de son déménagement vers l'île de Csepel. En 2003, à la suite de la dissolution de la section football du club de Csepel, il change de nom pour devenir le III. Kerületi TUE. Le club joue actuellement en NBIII, la troisième division hongroise.

## Palmarès
- Coupe de Hongrie :
  - Vainqueur : 1931

- Championnat de Hongrie D2 :
  - Vainqueur : 1996

## Grands joueurs
- Sándor Bíró
- József Dzurják
- László Horváth
- Pál Fischer
- Imre Senkey